# كارل فريدريك ستانلي
كارل فريدريك ستانلي (بالدنماركية: Carl Frederik Stanley)‏ هو نحات دنماركي، ولد في 1738 في وستمنستر في المملكة المتحدة، وتوفي في 9 مارس 1813 في كوبنهاغن في الدنمارك.